# Färgelanda (gemeente)
Färgelanda is een Zweedse gemeente in Dalsland. De gemeente behoort tot de provincie Västra Götalands län. Ze heeft een totale oppervlakte van 622,3 km² en telde 6886 inwoners in 2004.
De huidige gemeente werd in 1974 gevormd toen de "oude" gemeente Färgelanda samengevoegd werd met Högsäter.

## Plaatsen
- Färgelanda (plaats)
- Högsäter
- Ödeborg
- Stigen
- Håvesten
- Ellenö
- Rådanefors

Åmål · Bengtsfors · Dals-Ed · Färgelanda · Mellerud · Säffle · Vänersborg